# Tseung Kwan O Sports Ground
Tseung Kwan O Sports Ground – wielofunkcyjny stadion w Hongkongu położony nad zatoką Tseung Kwan O. Rozgrywana była tu Lekkoatletyka na Igrzyskach Azji Wschodniej 2009. Zajmuje powierzchnię około 5,9 ha, składa się z głównego boiska sportowego, oraz miejsc do rozgrzewki i treningów. Posiada wyposażenie lekkoatletyczne zgodne ze standardami International Association of Athletics Federations. Budowę rozpoczęto 18 czerwca 2006. Został otwarty 19 maja 2009, 200 dni przed otwarciem Igrzysk Azji Wschodniej 2009.

## Organizowane imprezy
- Hong Kong Games 2009 – ceremonia otwarcia i lekkoatletyka
- Igrzyska Azji Wschodniej 2009 – ceremonia otwarcia i lekkoatletyka
- Puchar AFC w piłce nożnej 2010 i 2011 – piłka nożna (Reprezentacja Hongkongu w piłce nożnej)
- Hong Kong First Division League 2010/2011 – piłka nożna (Kitchee SC)
- Hong Kong Games 2011 – ceremonia otwarcia i lekkoatletyka

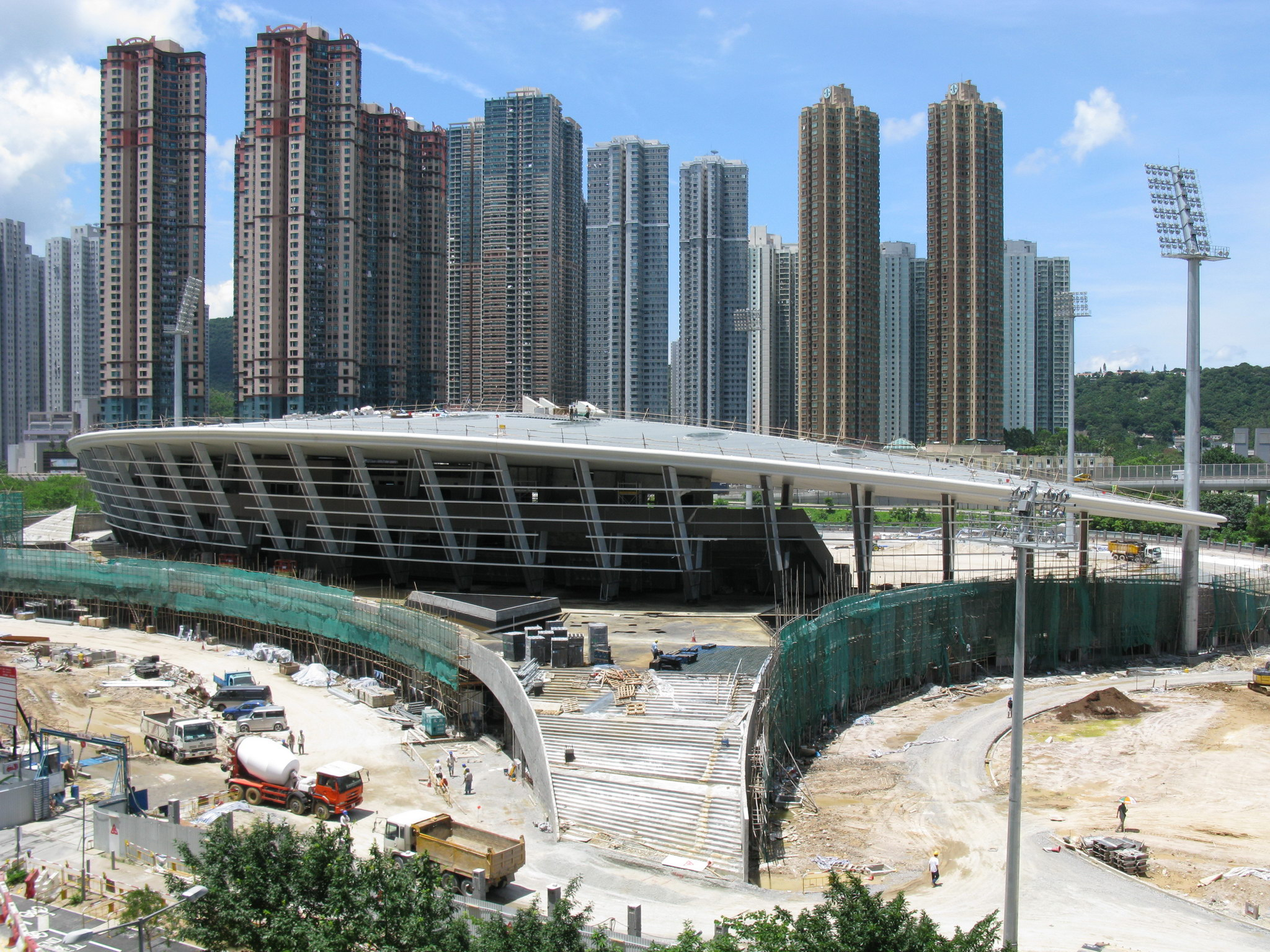
Budowa stadionu w lipcu 2008 r.

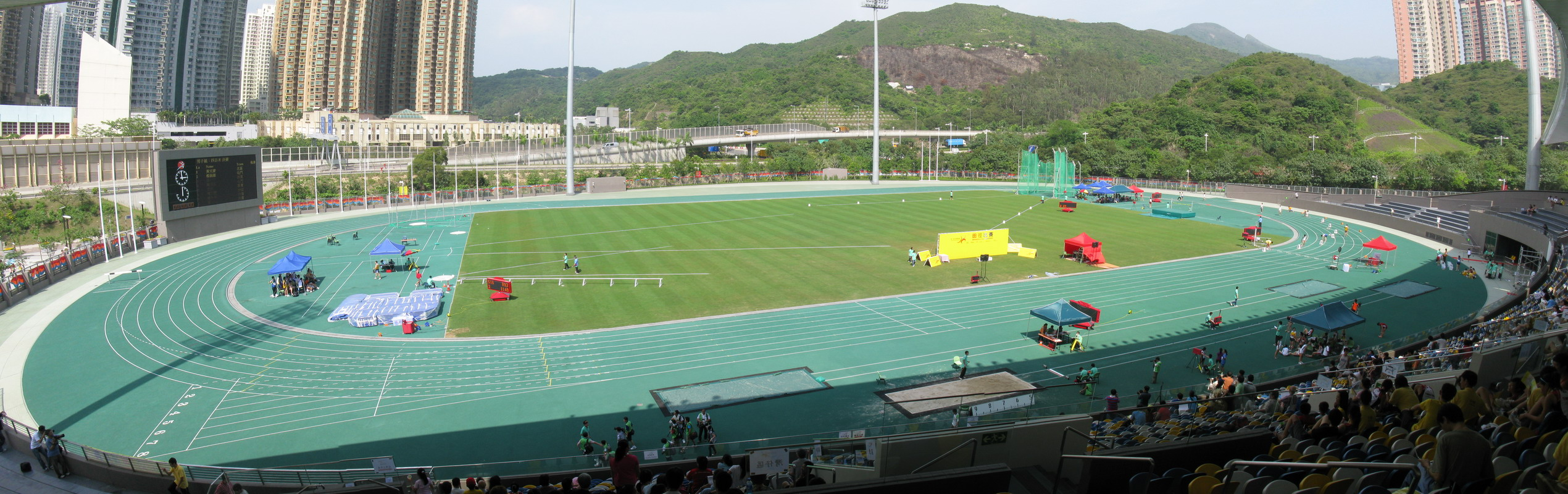
Zielona bieżnia na stadionie podczas Hong Kong Games 2011